# فيفا 17

الغلاف الفني للعبة فيفا 17

فيفا 17 (بالإنجليزية: FIFA 17)‏ هي لعبة فيديو كرة قدم من سلسلة ألعاب فيفا صدرت يوم 27 سبتمبر 2016 في أمريكا الشمالية و29 سبتمبر 2016 في بقية العالم. ستكون هذه أول لعبة فيفا في السلسلة تستخدم محرك الألعاب فروستبايت. يوم 21 يوليو 2016، أُعلن عن أن ماركو رويس سيظهر على غلاف اللعبة بعد فوزه في تصويت أقيم لتحديد لاعب الغلاف.
تعمل اللعبة لأنظمة بلاي ستيشن 3 وبلاي ستيشن 4 وإكس بوكس 360 وإكس بوكس ون ومايكروسوفت ويندوز، وهي من تطوير ستوديو آي آيه كندا ومن نشر إي آيه سبورتس الأمريكية.

## الميزات الجديدة في العبة
الميزات الجديدة في فيفا 17 تشمل تقنيات مهاجمة جديدة، أعلنت أيضا أي اه أن التحديات بناء الفرقة، وفوت تشامبيون سيكون في الالتيمات تيم، ولكن ليس للاكس بوكس 360 وبلاي ستيشن 3 .
يتم تقديم التعليق مرة أخرى من قبل مارتن تايلر وألان سميث، آلان ماكينالي. وتقدم أيضا تعليقات بلغات أخرى (مثل الإسبانية والفرنسية والعربية).
أعلنت إي اه سبورتس في أنها سوف يكون كل المديرين الفنيين في الدوري الإنجليزي الممتاز متشابهين للحقيقة.

## الرحلة
قدمت فيفا 17 قصة واحدة جديدة، باسم «الرحلة»، لبلاي ستاشين 4، اكس بوكس وان والويندوز. يلعب اللاعبون بـ «أليكس هنتر» (الذي عبر عنه ونمذجه أديتوميوا إدون)، وهو لاعب كرة قدم شاب يحاول أن يجعل بصمته في الدوري الإنجليزي الممتاز. يتمكن الاعب من اختيار أي نادي في الدوري الممتاز للعب به في بداية الموسم.
أليكس هنتر هو رجل خيالي يبلغ من العمر 17 عاما من كلفام،لندن.جد هنتر هو المهاجم الإنجليزي السابق جيم هنتر، الذي سجل 22 هدفا في موسم 1968-69.هدف حياة هنتر هو أن يلعب كلاعب كرة قدم في الدوري الإنجليزي الممتاز.